# Iguanognathus werneri
Iguanognathus werneri är en ormart som beskrevs av Boulenger 1898. Iguanognathus werneri är ensam i släktet Iguanognathus som ingår i familjen snokar. IUCN kategoriserar arten globalt som otillräckligt studerad. Inga underarter finns listade i Catalogue of Life.
Arten är bara känd från några exemplar som hittades 1898 på Sumatra. Individerna var, med en längd mindre än 75 cm, små ormar.